# Abronia nana
Abronia nana är en underblomsväxtart som beskrevs av Sereno Watson. Abronia nana ingår i släktet Abronia och familjen underblomsväxter.

## Underarter
Arten delas in i följande underarter:
- A. n. covillei
- A. n. covillei
- A. n. harrisii
- A. n. lanciformis

## Bildgalleri

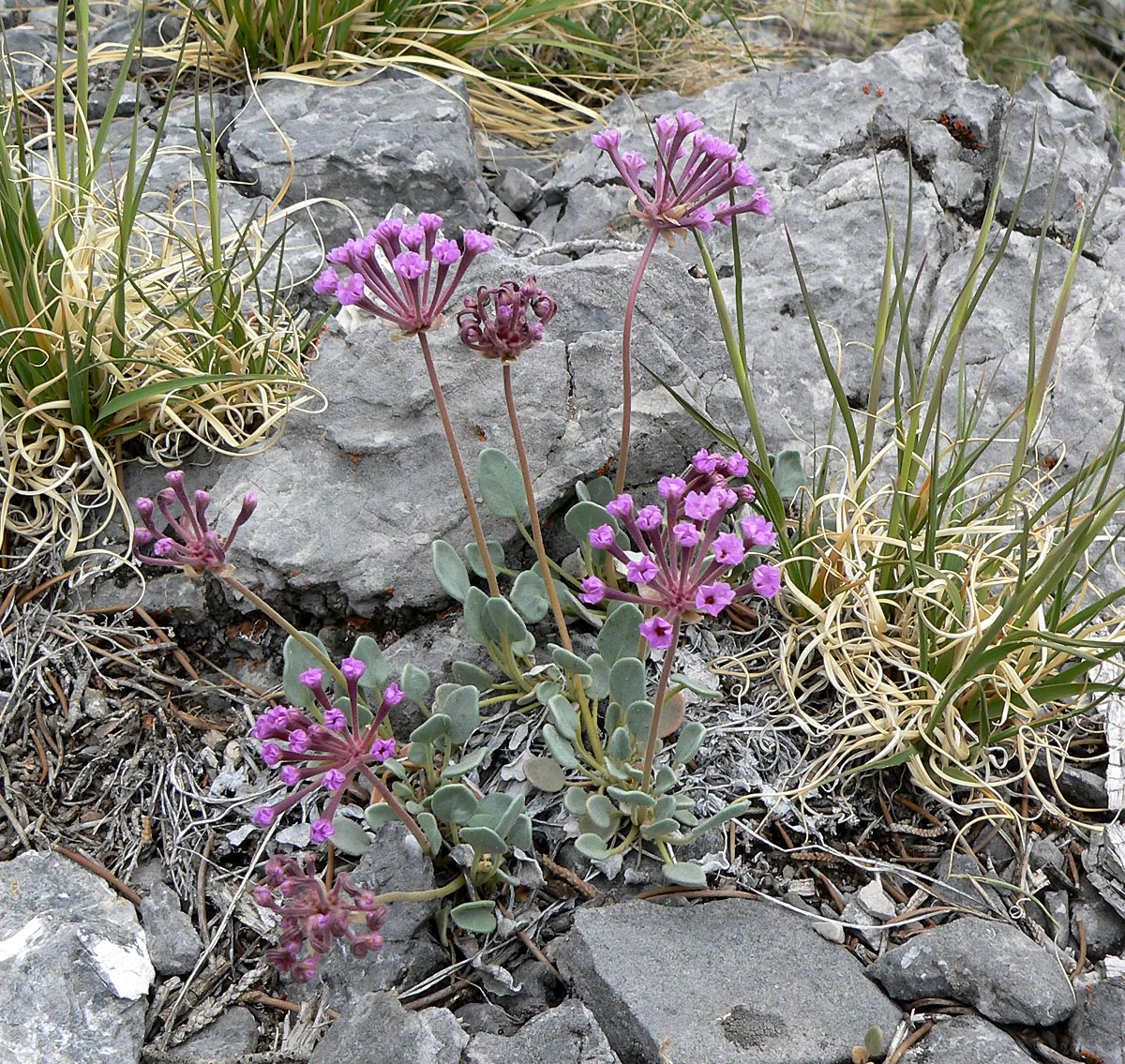
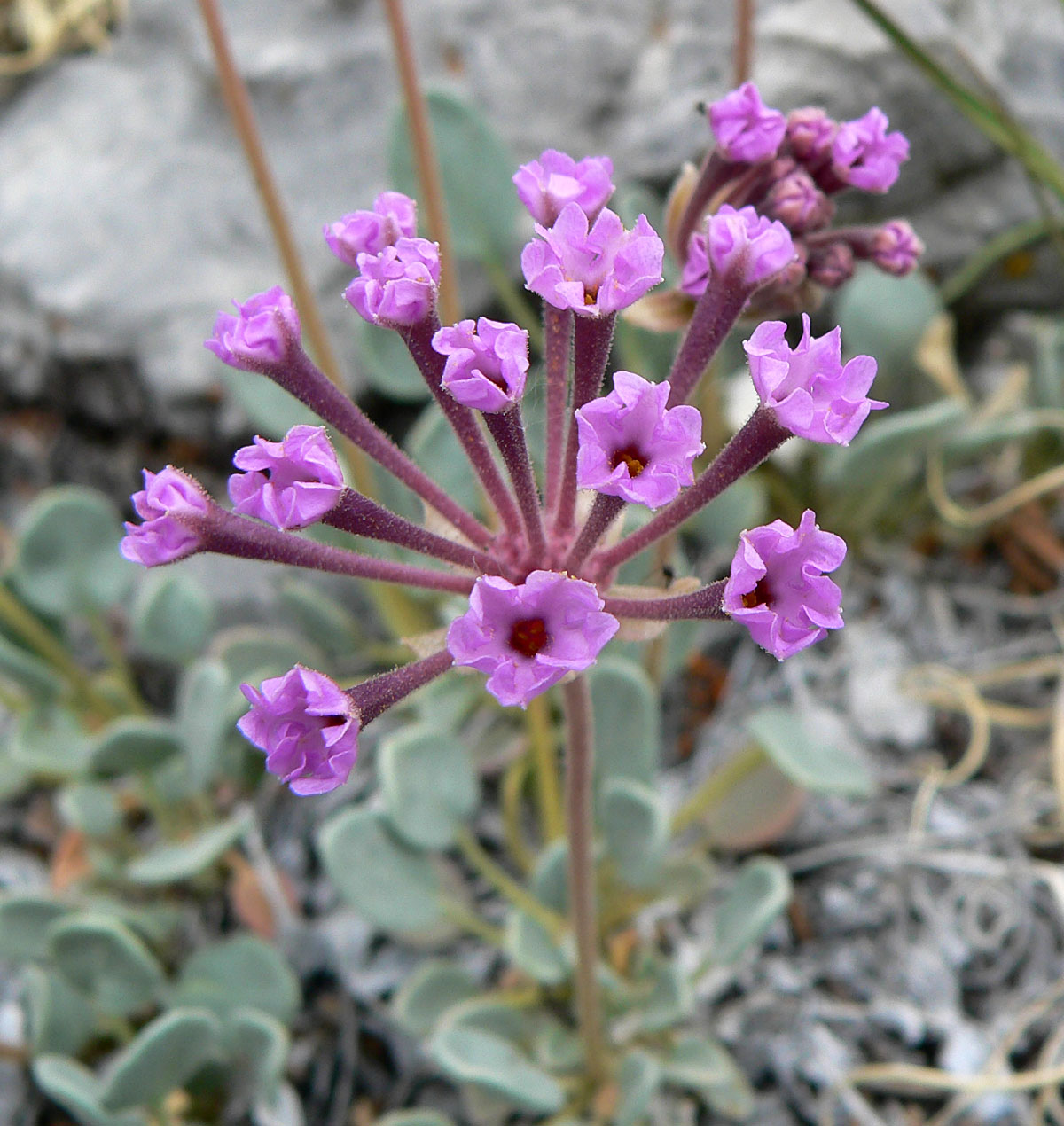
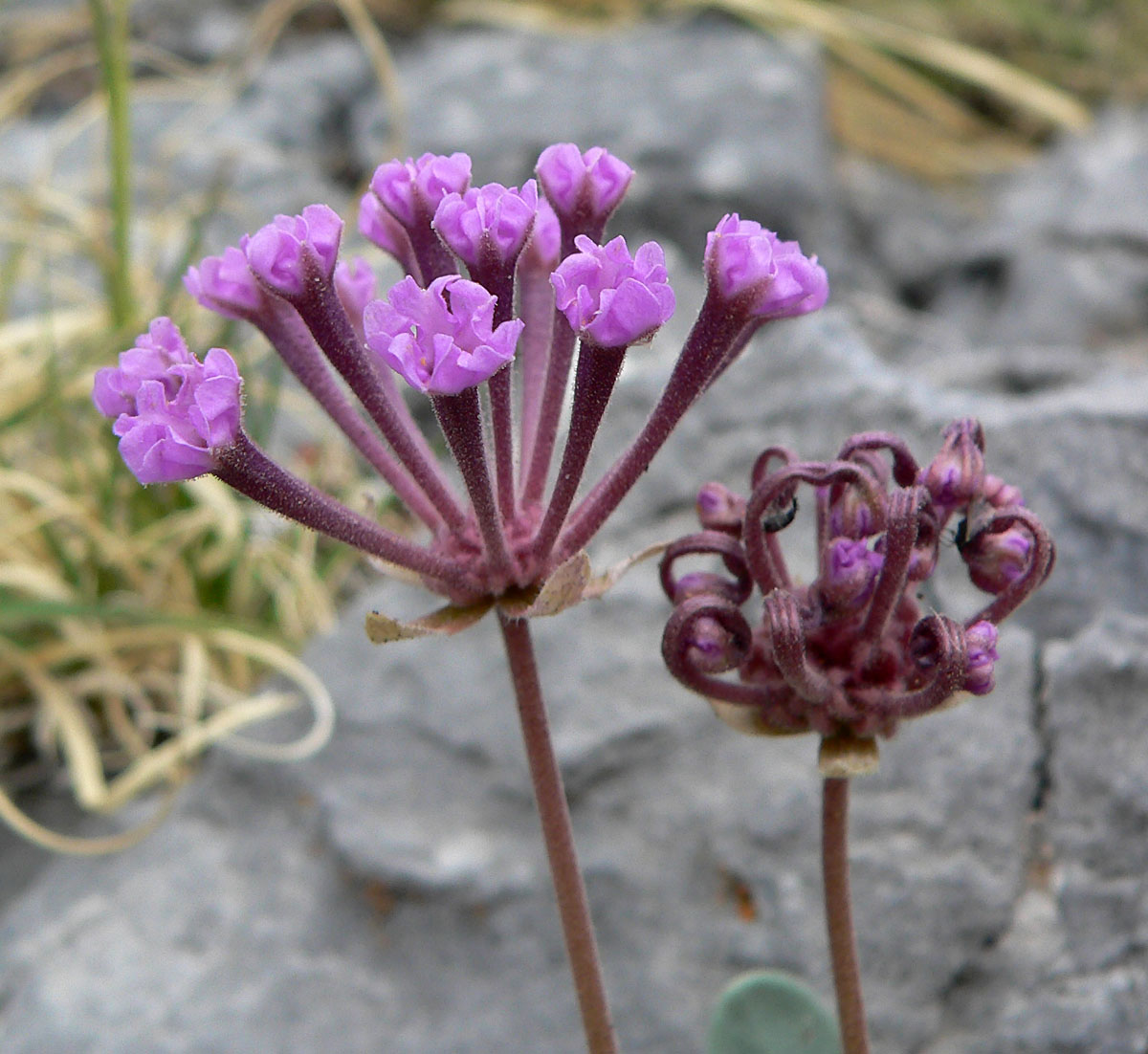
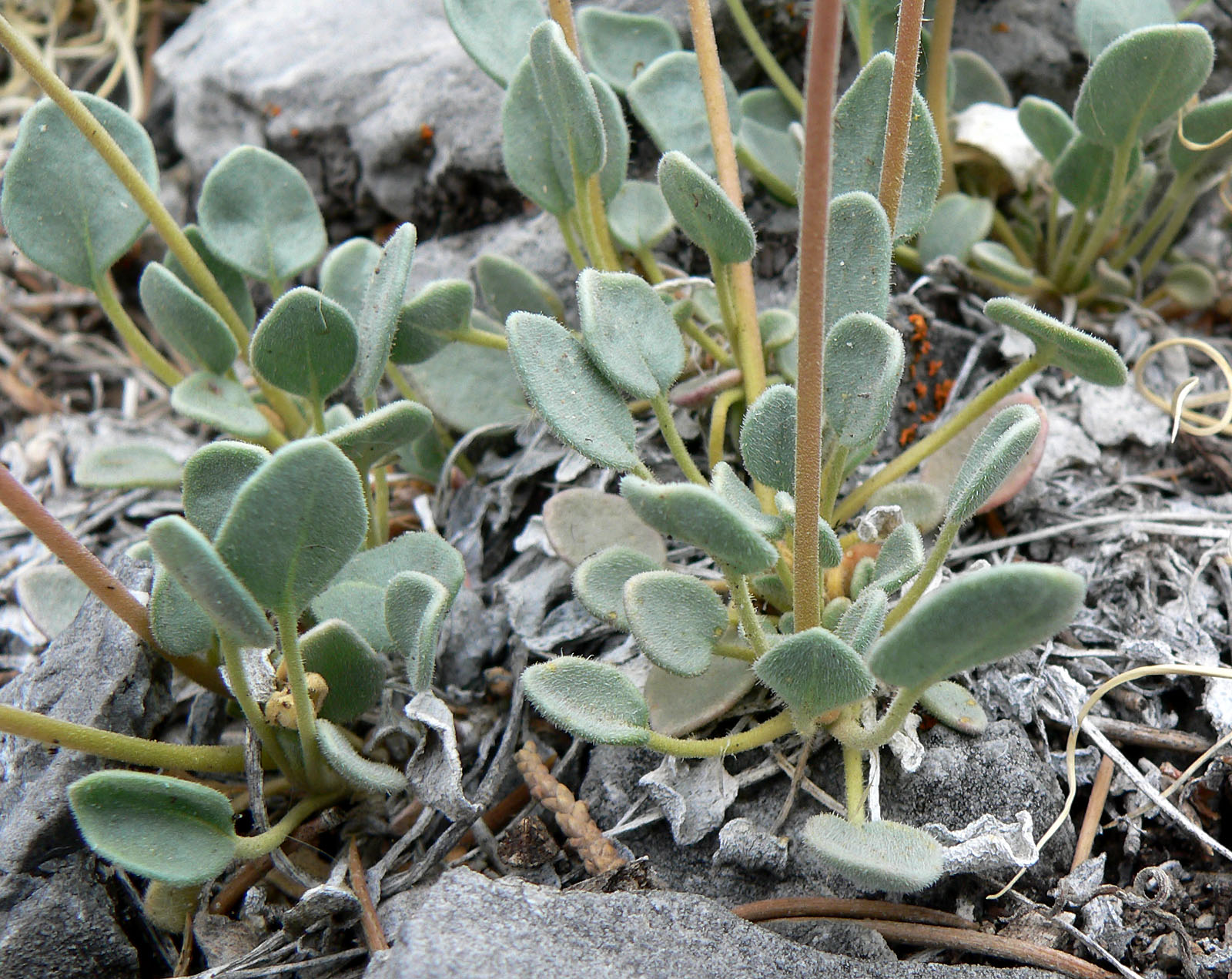
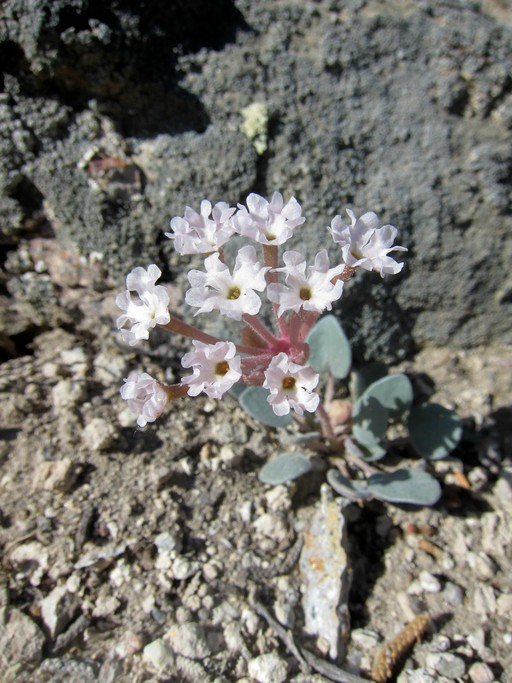